# Isländische Fußballmeisterschaft 1970
Die isländische Fußballmeisterschaft 1970 war die 59. Spielzeit der höchsten isländischen Fußballliga. Die Liga begann am 23. Mai 1970 und endete mit den letzten Spielen am 27. September 1970.
Es nahmen acht Mannschaften an der Meisterschaft teil, die in einer einfachen Hin- und Rückrunde ausgetragen wurde. Der Titel ging nach zehn Jahren wieder an ÍA Akranes.

## Abschlusstabelle
| Pl. | Verein                 | Sp. | S | U | N  | Tore    | Quote | Punkte |
| --- | ---------------------- | --- | - | - | -- | ------- | ----- | ------ |
| 1.  | ÍA Akranes             | 14  | 8 | 4 | 2  | 024:150 | 1,60  | 20:80  |
| 2.  | Fram Reykjavík         | 14  | 8 | 0 | 6  | 028:190 | 1,47  | 16:12  |
| 3.  | ÍB Keflavík (M)        | 14  | 7 | 2 | 5  | 018:150 | 1,20  | 16:12  |
| 4.  | KR Reykjavík           | 14  | 5 | 4 | 5  | 018:160 | 1,13  | 14:14  |
| 5.  | Valur Reykjavík        | 14  | 5 | 4 | 5  | 023:240 | 0,96  | 14:14  |
| 6.  | ÍBA Akureyri (P)       | 14  | 4 | 5 | 5  | 032:300 | 1,07  | 13:15  |
| 7.  | ÍB Vestmannaeyja       | 14  | 6 | 1 | 7  | 020:250 | 0,80  | 13:15  |
| 8.  | Víkingur Reykjavík (N) | 14  | 3 | 0 | 11 | 018:370 | 0,49  | 06:22  |

| (M) | amtierender isländischer Meister     |
| (P) | amtierender isländischer Pokalsieger |
| (N) | Neuaufsteiger                        |

### Kreuztabelle
Die Kreuztabelle stellt die Ergebnisse aller Spiele dieser Saison dar. Die Heimmannschaft ist in der ersten Spalte aufgelistet, die Gastmannschaft in der obersten Reihe. Die Ergebnisse sind immer aus Sicht der Heimmannschaft angegeben.
| 1970               | Fram Reykjavík | ÍBA Akureyri | ÍB Vestmannaeyja | ÍB Keflavík | KR Reykjavík | VAL | ÍA Akranes | Víkingur Reykjavík |
| Fram Reykjavík     |                | 7:1          | 0:2              | 1:2         | 2:0          | 1:0 | 1:2        | 3:2                |
| ÍBA Akureyri       | 1:2            |              | 1:1              | 1:1         | 6:3          | 2:2 | 1:3        | 6:2                |
| ÍB Vestmannaeyja   | 0:2            | 0:3          |                  | 2:1         | 0:2          | 2:3 | 3:0        | 2:0                |
| ÍB Keflavík        | 2:1            | 1:0          | 1:0              |             | 0:0          | 2:0 | 1:2        | 1:0                |
| KR Reykjavík       | 1:2            | 1:1          | 4:0              | 2:0         |              | 1:1 | 1:2        | 1:0                |
| Valur Reykjavík    | 3:1            | 6:5          | 0:1              | 2:1         | 0:1          |     | 1:1        | 2:1                |
| ÍA Akranes         | 2:0            | 0:0          | 4:1              | 4:2         | 0:0          | 2:2 |            | 2:0                |
| Víkingur Reykjavík | 1:5            | 1:4          | 4:6              | 0:3         | 2:1          | 3:1 | 2:0        |                    |

## Torschützenliste
Die folgende Tabelle gibt die besten Torschützen der Saison wieder.
| Rang | Tore | Spieler             | Verein           |
| ---- | ---- | ------------------- | ---------------- |
| 1.   | 14   | Hermann Gunnarsson  | ÍBA Akureyri     |
| 2.   | 10   | Kristinn Jorundsson | Fram Reykjavík   |
| 3.   | 09   | Haraldur Juliusson  | ÍB Vestmannaeyja |
| 4.   | 07   | Fridrik Ragnarsson  | ÍB Keflavík      |
| 4.   | 07   | Guðjon Guðmundsson  | ÍA Akranes       |